# Lilja Sigurðardóttir
Lilja Sigurðardóttir (født 1972) er en islandsk forfatter. Hendes to første bøger var krimierne Spor (2009) og Fyrirgefning (2010), der udkom på forlaget Bjartur og handler om en række mystiske dødsfald, der lidt efter lidt viser sig at være forbundne. De tre næste bøger var en trilogi, der udkom på forlaget Forlagið og kategoriseres som spændingsbøger (thrillere), hvor det hurtige fortælletempo er i fokus. Trilogien, kaldet Reykjavik Noir-trilogien, der består af bøgerne Gildran (2015), Netið (2016) og Burið (2017), blev Lilja Sigurðardóttirs internationale gennembrud, og bøgerne er blandt andet blevet solgt til Danmark, Norge, Tjekkiet, Frankrig og den engelsktalende verden. 
Filmrettighederne er blevet solgt til Palomar Pictures.
Lilja Sigurðardóttir skriver også dramatik, og hendes første teaterstykke, Stóru Börnin, blev sat op i Reykjavik vinteren 2013 - 2014. Stykket vandt den islandske scenekunstpris Gríman og blev årets skuespil 2014.
Lilja Sigurðardóttir har tidligere boet i Mexico, Sverige og Spanien. I dag (pr. 2018) bor hun i Reykjavik med sin kæreste.

## Værker oversat til dansk

### Reykjavik Noir-trilogien
- Fælden (2018)
- Snaren (2019)
- Buret (2020)